# Powiat Mladá Boleslav
Powiat Mladá Boleslav (czes. Okres Mladá Boleslav) – powiat w Czechach, w kraju środkowoczeskim.
Jego siedziba znajduje się w mieście Mladá Boleslav. Powierzchnia powiatu wynosi 1057,79 km², zamieszkuje go 114 664 osób (gęstość zaludnienia wynosi 108,48 mieszkańców na 1 km²). Powiat Mladá Boleslav liczy 123 miejscowości, w tym 8 miast.
Od 1 stycznia 2003 powiaty nie są już jednostką podziału administracyjnego Czech. Podział na powiaty zachowały jednak sądy, policja i niektóre inne urzędy państwowe. Został on również zachowany dla celów statystycznych.

## Struktura powierzchni
Według danych z 31 grudnia 2003 powiat ma obszar 1057,79 km², w tym:
- użytki rolne – 62,74%, w tym 87,47% gruntów ornych
- inne – 37,26%, w tym 71,66% lasów
- liczba gospodarstw rolnych: 328

## Demografia
Dane z 31 grudnia 2003:
| Opis        | Ogółem  | Kobiety      | Mężczyźni    |
| ----------- | ------- | ------------ | ------------ |
| populacja   | 114 664 | 58228 50,78% | 56436 49,22% |
| średni wiek | 38,5    | 40,81        | 37,85        |

- gęstość zaludnienia: 108,48 mieszk./km²
- 67,32% ludności powiatu mieszka w miastach.

## Zatrudnienie
| Mieszkańcy ze stałym zatrudnieniem | 51 475       |
| Średnia pensja miesięczna          | 18 872 koron |
| Bezrobotni                         | 3147         |
| Stopa bezrobocia                   | 5,16%        |

## Szkolnictwo
W powiecie Mladá Boleslav działają:
| Rodzaj szkoły                   | Liczba szkół |
| ------------------------------- | ------------ |
| Przedszkola                     | 46           |
| Szkoły podstawowe               | 42           |
| Gimnazja                        | 3            |
| Szkoły średnie techniczne       | 8            |
| Szkoły średnie ogólnokształcące | 7            |
| Szkoły wyższe                   | 1            |

## Opieka zdrowotna
| Lekarze                               | 408 |
| Szpitale                              | 1   |
| Specjalistyczne ośrodki terapeutyczne | 4   |
| Gabinety dentystyczne                 | 53  |
| Apteki                                | 22  |